# 오스왈드 T. 엘리스
오스왈드 톰슨(Oswald Thompson Allis, 1880년 9월 9일 - 1973년 1월 12일)는 미국 장로교 신학자와 성경 학자였으며, 프린스턴 신학교와 웨스트민스터 신학교에서 교수를 했다.